# 耶路撒冷鎮區 (北卡羅萊納州戴維縣)
耶路撒冷鎮區（英語：Jerusalem Township）是位於美國北卡羅萊納州戴維縣的一個鎮區。

## 地方資料
耶路撒冷鎮區的面積為83.39平方千米，皆為陸地。根據2020年美國人口普查的數據，當地共有人口5782人，而人口密度為每平方千米69.34人。